# Maria Holaus
Maria Holaus (ur. 19 grudnia 1983 w Brixen im Thale) – austriacka narciarka alpejska, srebrna medalistka mistrzostw świata juniorek.

## Kariera
Po raz pierwszy na arenie międzynarodowej pojawiła się 3 grudnia 1998 roku podczas zawodów FIS Race w Bad Hofgastein, gdzie zajęła 21. miejsce w slalomie. W 2001 roku wystartowała na mistrzostwach świata juniorów w Verbier, zdobywając srebrny medal w zjeździe. Była też między innymi czternasta w supergigancie.
W zawodach Pucharu Świata zadebiutowała 13 stycznia 2007 roku w Altenmarkt, zajmując czwarte miejsce w zjeździe. Tym samym już w swoim debiucie zdobyła pierwsze pucharowe punkty. Na podium zawodów tego cyklu po raz pierwszy stanęła dwa tygodnie później w San Sicario, kończąc zjazd na trzeciej pozycji. W zawodach tych wyprzedziły ją tylko jej rodaczki: Renate Götschl i Elisabeth Görgl. Jeszcze dwukrotnie stawała na podium: 20 stycznia 2008 roku w Cortina d’Ampezzo wygrała supergiganta, a 2 lutego 2008 roku w Sankt Moritz była druga w zjeździe. Najlepsze wyniki osiągnęła w sezonie 2007/2008, kiedy to w klasyfikacji generalnej zajęła 25. miejsce.
Podczas mistrzostw świata w Åre w 2007 roku zajęła 21. miejsce w zjeździe. Był to jej jedyny start na międzynarodowych zawodach tej rangi. Nigdy nie wystąpiła na igrzyskach olimpijskich.
Maria Holaus upadła na trasie supergiganta 10 lutego 2008 roku w Sestriere. Została śmigłowcem przetransportowana do szpitala, gdzie stwierdzono wstrząśnienie mózgu, ogólne potłuczenia i naderwanie więzadeł w prawym kolanie. Holaus nie wystartowała w pozostałych zawodach sezonu 2007/2008. W 2010 roku doznała kolejnej kontuzji, tym razem w postaci złamania prawej kostki. W lipcu tego samego roku ogłosiła zakończenie kariery.

## Osiągnięcia

### Mistrzostwa świata
| Miejsce | Dzień     | Rok  | Miejscowość | Konkurencja | Czas biegu | Strata | Zwyciężczyni |
| ------- | --------- | ---- | ----------- | ----------- | ---------- | ------ | ------------ |
| 21.     | 11 lutego | 2007 | Åre         | Zjazd       | 1:26,89    | +2,06  | Anja Pärson  |

### Mistrzostwa świata juniorów
| Miejsce | Dzień     | Rok  | Miejscowość | Konkurencja | Czas biegu | Strata | Zwyciężczyni         |
| ------- | --------- | ---- | ----------- | ----------- | ---------- | ------ | -------------------- |
| 2.      | 6 lutego  | 2001 | Verbier     | Zjazd       | 1:33,56    | +0,12  | Astrid Vierthaler    |
| 14.     | 7 lutego  | 2001 | Verbier     | Supergigant | 1:33,54    | +1,94  | Kathrin Wilhelm      |
| 34.     | 10 lutego | 2001 | Verbier     | Gigant      | 2:16,31    | +5,56  | Fränzi Aufdenblatten |
| 45.     | 10 lutego | 2001 | Verbier     | Slalom      | 1:16,53    | +11,59 | Christine Sponring   |

### Puchar Świata

#### Miejsca w klasyfikacji generalnej
- sezon 2006/2007: 44.
- sezon 2007/2008: 25.
- sezon 2008/2009: 74.
- sezon 2009/2010: 63.

#### Miejsca na podium w zawodach chronologicznie
1. San Sicario – 27 stycznia 2007 (zjazd) – 3. miejsce
2. Cortina d’Ampezzo – 20 stycznia 2008 (supergigant) – 1. miejsce
3. Sankt Moritz – 2 lutego 2008 (zjazd) – 2. miejsce